# Nørre Felding Sogn
Nørre Felding Sogn er et sogn i Holstebro Provsti (Viborg Stift).
I 1800-tallet var Tvis Sogn fra Hammerum Herred anneks til Nørre Felding Sogn fra Ulfborg Herred. Begge herreder lå i Ringkøbing Amt. De to sogne dannede Nørre Felding-Tvis sognekommune. Den blev senere delt, så hvert sogn var en selvstændig sognekommune. Ved kommunalreformen i 1970 blev både Nørre Felding og Tvis indlemmet i Holstebro Kommune.
I Nørre Felding Sogn ligger Nørre Felding Kirke.
I sognet findes følgende autoriserede stednavne:
- Bovtrup (bebyggelse)
- Harrestrup (bebyggelse)
- Krogsdal (bebyggelse, ejerlav)
- Nørre Felding (bebyggelse)
- Nørre Felding Kirkeby (bebyggelse)
- Skinbjerg (bebyggelse, ejerlav)
- Sofiendal (bebyggelse)
- Sognstrup (bebyggelse)
- Tolstrup (bebyggelse, ejerlav)
- Tveskel (bebyggelse)
- Vingtoft (bebyggelse)
- Ølgryde (bebyggelse)